# Rodzaj służb
Rodzaj służb – jednostki organizacyjne sił zbrojnych (najczęściej oddziały i pododdziały), przeznaczone do utrzymania wojskowego systemu organizacyjnego oraz zapewnienia poszczególnym formacjom odpowiednich warunków do sprawnego funkcjonowania.

## Charakterystyka
Służby wojskowe nie pełnią roli stricte bojowej, a przeznaczone są do zabezpieczenia sprawnego funkcjonowania zaplecza oraz porządku organizacyjnego. Zajmują się obsługą żołnierzy, sprzętu oraz zaopatrzeniem. Pełnią też funkcje administracyjne i porządkowe. W zależności od zakresu działalności można wymienić między innymi służby  logistyczne, techniczne, kwatermistrzowskie czy związane z wymiarem sprawiedliwości.

## W Wojsku Polskim
W Wojsku Polskim do połowy lat 90. XX wieku, czyli do powstania logistyki, rozróżniano służby kwatermistrzowskie zapewniające zaopatrywanie i obsługę wojsk oraz służby techniczne.
Służby kwatermistrzowskie → służby materiałowe:
- Służba żywnościowa
- Służba mundurowa
- Służba materiałów pędnych i smarów
- Służba inżynieryjno-budowlana → służba zakwaterowania i budownictwa
- Służba kwaterunkowo-budowlana → służba zakwaterowania i budownictwa
- Służba duszpasterska
- Służba Komunikacji Wojskowej

Służby techniczne:
- Służba uzbrojenia i elektroniki
- Służba czołgowo-samochodowa

Poza kwatermistrzostwem i służbami technicznymi w Wojsku Polskim funkcjonowały inne wyspecjalizowane służby podporządkowane bezpośrednio Ministrowi Obrony Narodowej lub za pośrednictwem szefa Sztabu Generalnego:
- Służba administracji
- Służba finansowa
- Służba sprawiedliwości
- Wojskowa Służba Wewnętrzna → Żandarmeria Wojskowa
- Wojskowa Służba Zdrowia
  - Służba weterynaryjna
- Służba topograficzna → służba geograficzna
- Wojskowa służba archiwalna